# Liste der Langlaufloipen in Bosnien und Herzegowina
Die folgende Liste enthält die Langlaufloipen in Bosnien und Herzegowina.
| Langlaufgebiet                 | Ort/Gebiet | Bemerkungen |
| ------------------------------ | ---------- | --- |
| Veliko Polje                   | Igman      | Langlauf-Wettkampfstätte der Olympischen Winterspiele 1984 und des European Youth Olympic Winter Festival 2019 |
| Nordisches Skizentrum Dvorišta | Pale       | Biathlon-Wettkampfstätte des European Youth Olympic Winter Festival 2019                                       |